# Rückseite eines Gemäldes
Rückseite eines Gemäldes (Rugzijde van een schilderij)  ist der Titel eines Ölgemäldes des niederländischen Malers Cornelis Gijsbrechts. Das nicht gerahmte Gemälde ist ein Trompe-l’œil und stellt die Rückseite eines Gemäldes inklusive hölzernem Bildrahmen dar. Entstanden ist es 1670, aufbewahrt wird es im Kunstmuseum Kopenhagen.

## Beschreibung
Das Gemälde zeigt die Rückansicht eines mittelgroßen, querrechteckigen Gemäldes. Eine fleckige braungraue Leinwand ist auf einen hölzernen Keilrahmen gespannt und wird von einem etwa doppelt so breiten Bilderrahmen eingefasst, der deutlich schwärzliche Gebrauchsspuren zeigt. Die vier Leisten des Keilrahmens verbinden keine Nägel, sondern jeweils drei hölzerne Bolzen. Mit sechs mehr oder weniger schief geschlagenen Nägeln, je zwei an den Längsseiten, je einer an der kurzen Seite, sind Bilderrahmen und Keilrahmen miteinander verkeilt. 
In der linken oberen Ecke der Leinwand ist ein Zettelchen mit der Zahl 36 durch einen Fleck Siegellack befestigt.
Das Licht fällt von links oben auf das Bild, so dass Rahmen und Keilrahmen kräftige L-förmige Schlagschatten werfen und auch das  „Eselsohr“ des Zettelchens einen unregelmäßigen Schattenfleck auf die Leinwand zeichnet.  

## Trompe l’œil mit Bilderrahmen

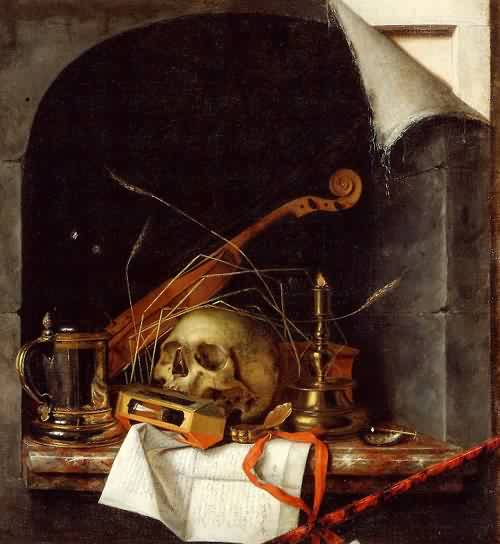
Cornelis Gijsbrechts: Vanitas. (Museum of Fine Arts, Boston)

Cornelis Gijsbrechts, von dem nur wenige biografische Daten überliefert sind, hatte sich auf das Malen von Trompe-l’œils spezialisiert. Das vorliegende Bild gehört in eine Reihe von Gemälden, in denen der Maler Bilderrahmen benutzt, um die Erwartungen des Betrachters zu täuschen.
Das Motiv einer Leinwand, die sich vom Keilrahmen ablöst, hat er  auf vielfältige Weise variiert. In einem seiner  Vanitasstillleben, in dem er Totenkopf, Sanduhr, Kerzenleuchter und andere Vanitas-Requisiten in einer edlen Marmornische arrangiert, löst sich die Leinwand in der oberen Ecke vom Keilrahmen ab und denunziert so die erhabene Inszenierung als Augentäuschung.
In dem Bild Rückseite eines Gemäldes wird die Desillusionierung auf die Spitze getrieben. Angelehnt an die Wand eines Verkaufsraumes, wie es Tom Lubbock in seinem Essay vermutet, trifft der potentielle Käufer, wenn er das Bild umdreht, auf die echte Rückseite aus Holz und Leinwand, „ein wahrer Triumph der Kunst der Augentäuschung“.